# Gyanógeregye
Gyanógeregye é um município da Hungria, situado no condado de Vas. Tem 7,07 km² de área e sua população em 2015 foi estimada em 146 habitantes.